# 突然炎のごとく (1994年の映画)
突然炎のごとく（とつぜんほのおのごとく）は、1994年に公開された日本の映画。

## 概要
WOWOWがプロデューサー仙頭武則の主導で取り組んだ＜J・MOVIE・WARS＞シリーズの第2期作品群のひとつ。井筒和幸が監督を務め、脚本は井筒と木田紀生が共同で務めた。
田舎町の少女の心情変化を、音楽を一切使わず、モノクロームで撮影した映像で切り取った実験的作品。
1994年6月にWOWOWで放送されたのち、同年10月15日に劇場公開された。

## あらすじ
かおりは男友達の太郎と性的関係に興じる日々を送りつつも、それ以外の日常には飽和感を抱いていた。あるときかおりは都会のにおいのする中年男性浩介に出会い、炎のような情熱が沸き上がるのを感じた。
しかし関係が続くなかでセックス以上に愛情をも求めたかおりを疎んだ浩介はかおりを殺し、かおりを探しにきた太郎の目の前で自らも自殺してしまう。
突然の事態に意気消沈した太郎はかおりの幻影を求めて夜の町を彷徨い歩く。

## キャスト
- かおり - 坂上香織
- 浩介 - 小木茂光
- 太郎 - 山本太郎
- なおみ - 野田善子
- なおみの夫 - 武井三二
- リカ - 細井正美
- おでん屋の女将 - 稲垣ひろ子
- スワッピングの夫 - 山本竜二
- スワッピングの妻 - 小川美那子
- 電話を待つ女 - 野崎名美
- かおりの姉の子供 - 石川絵美
- ヤクザ風の男 - 木下ほうか

## 受賞
- 日本映画プロフェッショナル大賞 1994年 ベスト10[3]